# Strö
Strö är en bebyggelse öster om Eslöv i Östra Strö socken i Eslövs kommun. Från 2015 avgränsade SCB här en småort. Vid avgränsningen 2020 uppfylldes inte kraven på småort och den avregistrerades